# Maria-Magdalena-Kirche (Hatshausen)

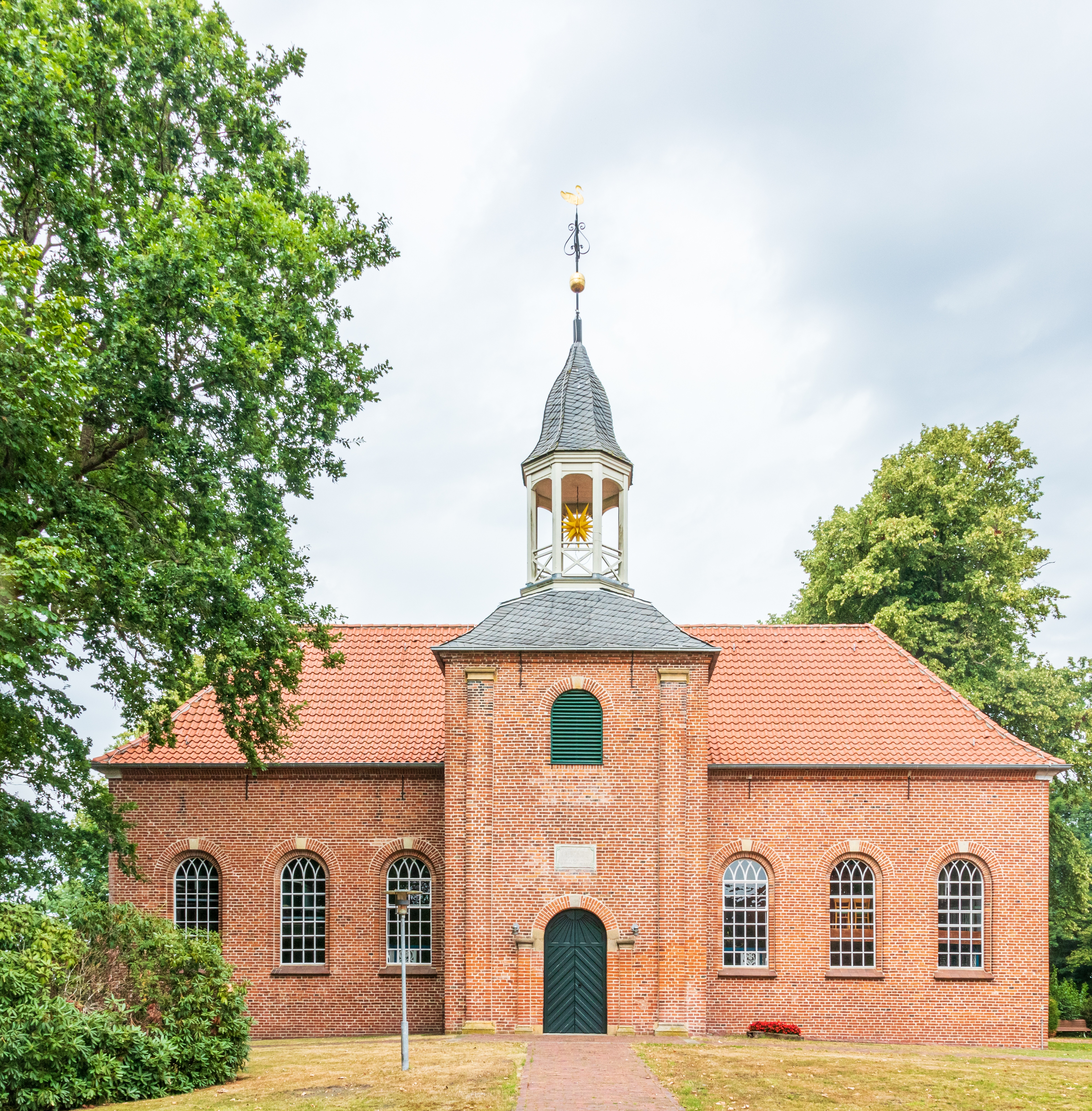
Lutherische Kirche in Hatshausen

Die evangelisch-lutherische Maria-Magdalena-Kirche in Hatshausen, Gemeinde Moormerland (Ostfriesland), wurde 1783 als symmetrische Saalkirche axial auf der Grenze zu Ayenwolde erbaut.

## Geschichte

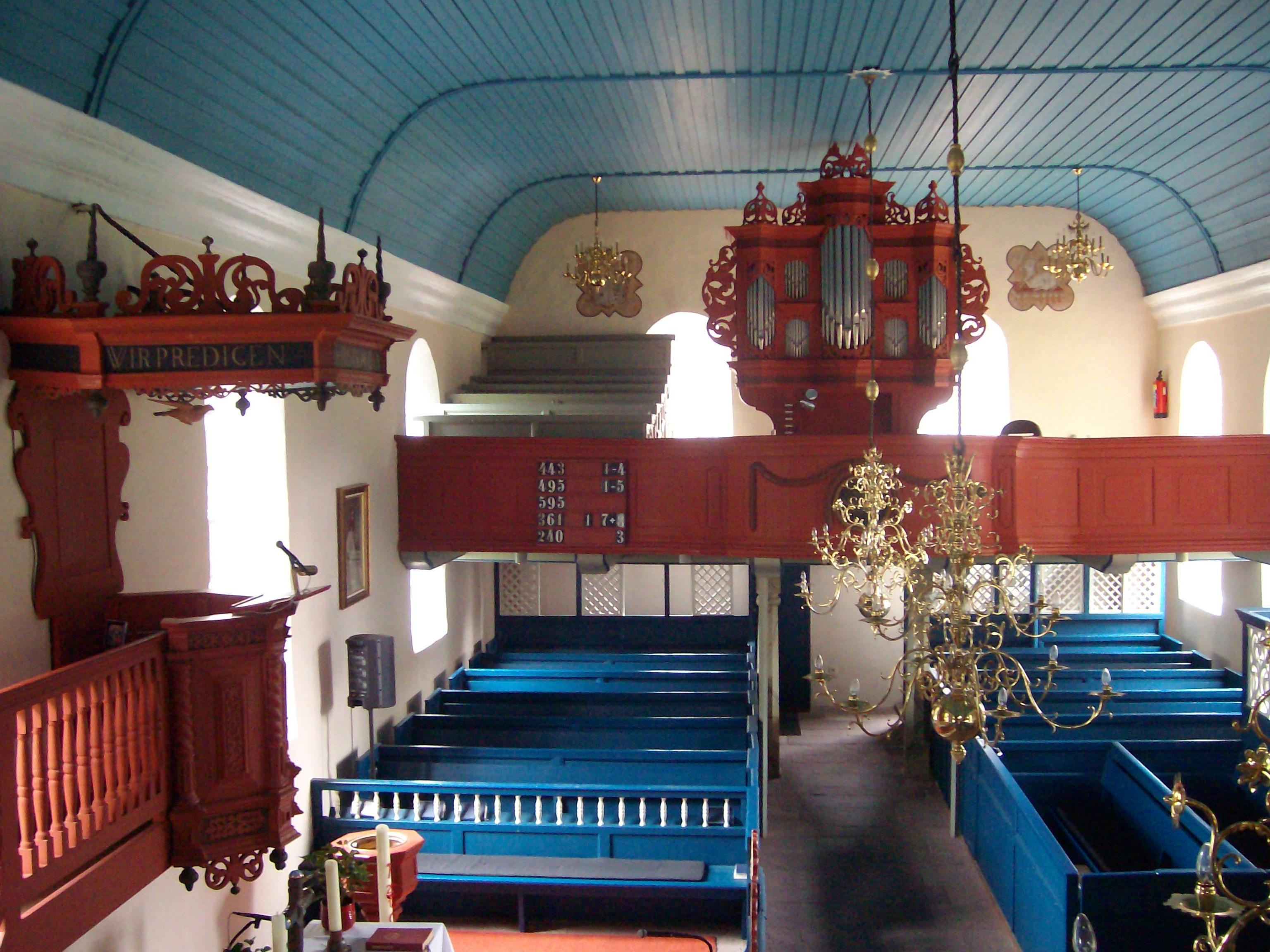
Innenraum

Hatshausen und Ayenwolde entstanden im 13./14. Jahrhundert infolge der Moorkolonisierung und bildeten im Mittelalter zwei eigenständige Kirchengemeinden, die der Propstei Leer im Bistum Münster unterstanden. Nach der Reformation wechselten die Gemeinden zum lutherischen Bekenntnis und schlossen sich aus wirtschaftlichen Gründen zu einem Kirchspiel zusammen. Die Kirche in Ayenwolde wurde 1461 baufällig. Die Steine fanden beim Bau des Zwingers in Aurich und bei Ausbesserungsarbeiten an der Hatshauser Kirche Verwendung. Das Patrozinium „Maria Magdalena“ wurde von der Ayenhauser Kirche übernommen. Eine erste gemeinsame Kirche wurde am alten Standort der Hatshauser Kirche im Jahr 1680 errichtet. Bereits 1783 erfolgte nach Plänen von Wilhelm Nannen ein Neubau mit Walmdach und rundbogigen Fenstern auf der Grenzlinie beider Orte, die mittig durch Tür, Turm, Altar und Kanzel verläuft. Der Glockenturm mit Welscher Haube, der auch als Eingangsportal dient, wurde im Jahr 1808 an der Südseite angebaut.

## Ausstattung

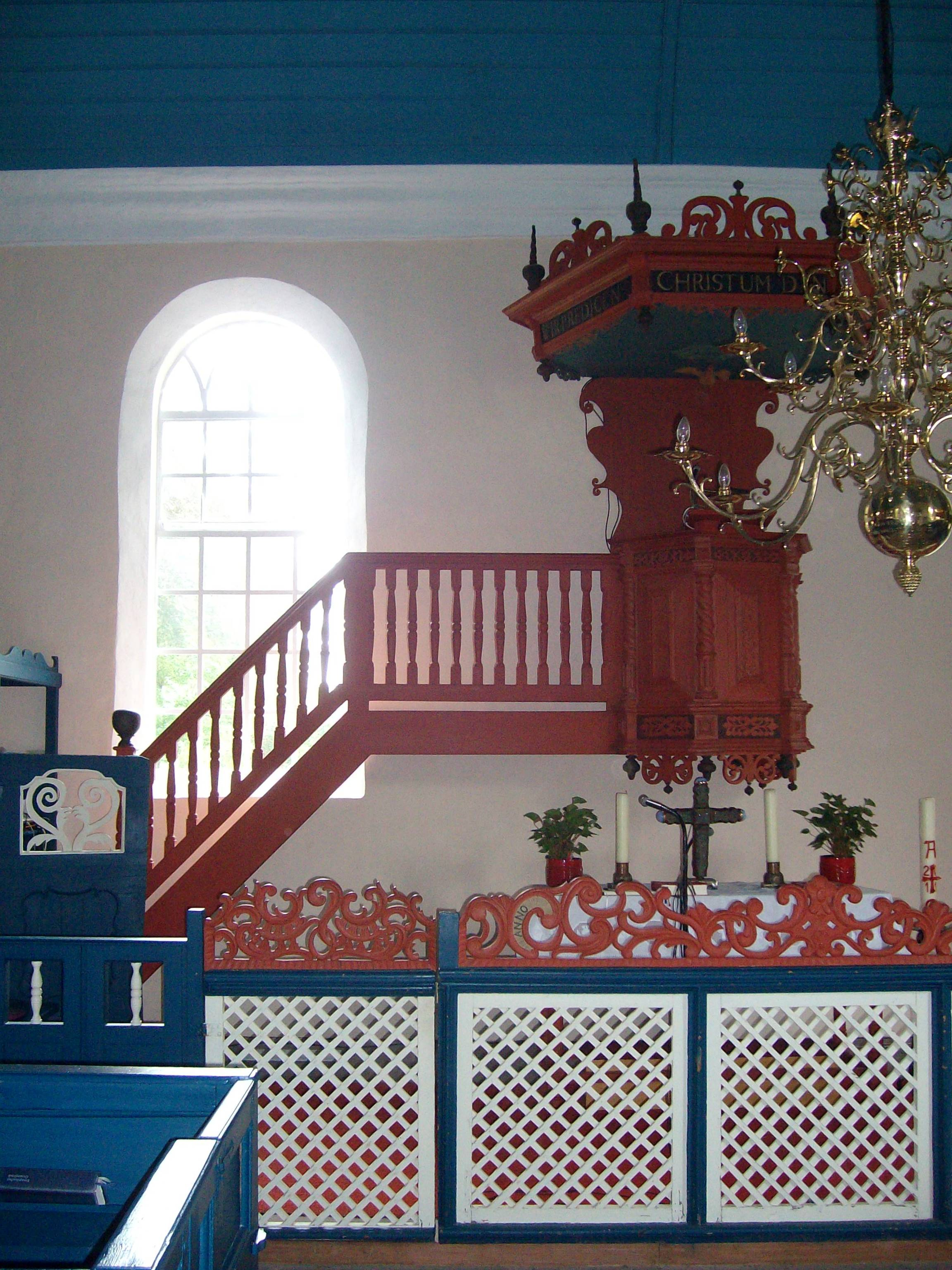
Kanzelbereich

Der schlicht gehaltene Innenraum wird von einer flachen Holzdecke abgeschlossen. Die bekrönte Kanzel, die aus der alten Kirche übernommen wurde, und der Altar befinden sich gegenüber dem Eingang zentral an der Nordwand, eine Orgelempore an der Westwand. Der Altar wird durch eine verzierte Schranke abgetrennt. Kronleuchter wurden 1785, 1786 und 1895 gestiftet. Zu den Vasa Sacra gehören eine romanische Patene, ein Kelch (wahrscheinlich aus dem 17. Jahrhundert), eine Kanne und Dose (1899) und ein Krankenkelch (nach dem Zweiten Weltkrieg).
1792 begann Johann Hinrich Klapmeyer mit einem Orgelneubau mit zwölf Registern auf zwei Manualen und angehängtem Pedal, der nach seinem Tod von Johann Gottfried Rohlfs im Jahr 1793 vollendet wurde. Weitere Neubauten folgten 1917 (P. Furtwängler & Hammer) und 1952 (Karl Puchar). Das heutige Instrument wurde 1975–1976 durch die Firma Alfred Führer erbaut und verfügt über fünf Register auf einem Manual mit angehängtem Pedal. Das Oberteil der Gehäusefront stammt von einer Orgel, die um 1750 von Johann Friedrich Constabel für die Reformierte Kirche in Leer-Loga gebaut worden war. Von dort wurde sie 1893 nach Juist weiterverkauft, wo sie 1968 einem größeren Neubau wich.